# Corte de' Cortesi con Cignone
Corte de' Cortesi con Cignone (Curt dé Curtées e Signòon in dialetto cremonese) è un comune italiano di 1 081 abitanti della provincia di Cremona, in Lombardia.

## Storia
Nel 1867 al comune di Corte de' Cortesi venne aggregato il soppresso comune di Cignone; in tale occasione il comune assunse la denominazione di «Corte de' Cortesi con Cignone».

### Simboli
Con delibera del podestà Giovanni Benedini dell'11 ottobre 1930 venne inviata al Capo del Governo la documentazione per dotare il Comune dello stemma che venne concesso con regio decreto del 21 giugno 1934: trinciato dalla banda controdentata d'azzurro, d'argento e di verde, il verde caricato di un drago d'oro. Capo del Littorio. Ornamenti esteriori da Comune.
Attualmente il comune utilizza uno stemma:
Il gonfalone è un drappo di azzurro.

## Società

### Evoluzione demografica
Abitanti censiti

### Etnie e minoranze straniere
Secondo i dati ISTAT al 31 dicembre 2010 la popolazione straniera residente era di 291 persone. Le nazionalità maggiormente rappresentate in base alla loro percentuale sul totale della popolazione residente erano:
- India 184 16,18%
- Marocco 47 4,13%
- Romania 22 1,93%
- Cina 22 1,93%